# Московский уголовный розыск
Моско́вский уголо́вный ро́зыск (МУР) — подразделение Главного управления Министерства внутренних дел России по городу Москве, территориальный орган исполнительной власти города Москвы. Включает в себя Управление уголовного розыска ГУ МВД России по городу Москве и подчинённые ему подразделения уголовного розыска окружных и районных органов внутренних дел города Москвы.
Во времена Российской империи подразделение называлось Московская сыскная полиция, которая была учреждена 5 мая 1881 года по штатам, утверждённым Императором Александром III.
Управление уголовного розыска ГУ МВД России по городу Москве расположено по адресу: 127994, Россия, город Москва, улица Петровка, дом № 38 (смотрите Здание ГУ МВД России по г. Москве).
Начальник Управления уголовного розыска ГУ МВД России по городу Москве — с февраля 2018 г. генерал-майор полиции Кузьмин, Сергей Николаевич.

## История Московского уголовного розыска
В первые дни и недели после установления Советской власти охрану правопорядка в Москве осуществляли военно-революционный комитет при Моссовете, военно-политический отдел штаба Московского военного округа, революционный трибунал, комиссия по борьбе со спекуляцией, районные военно-революционные комитеты. Одновременно шло формирование районных комиссариатов милиции. 14 (27) ноября 1917 года для руководства милицейскими подразделениями города военно-революционным комитетом был создан Совет московской милиции во главе с комиссаром по гражданским делам. Первым советским «градоначальником», одновременно начальником московской милиции, стал большевик Михаил Иванович Рогов. Под его началом совет милиции формировал подразделения общей (наружной) и железнодорожной милиции в Москве, а также переподчинил себе Московскую уголовно-розыскную милицию, до февраля 1917 года бывшей Московской сыскной полицией.

### Создание МУРа
Московский уголовный розыск создавался на базе Московской уголовно-розыскной милиции, до февраля 1917 года бывшей Московской сыскной полицией, учреждённой 5 мая 1881 года, являвшейся вторым по времени учреждения сыскным подразделением в русской полиции после сыскной полиции в Санкт-Петербурге, учреждённой 31 декабря 1866 года (12 января 1867 года по новому стилю) и долгое время, целых пятнадцать лет, являвшейся единственным сыскным спецподразделением в российской полиции.
После Октябрьской социалистической революции 1917 года в России почти все сотрудники Московской сыскной полиции (Московской уголовно-розыскной милиции — после Февральской революции), во главе с её начальником Карлом Петровичем Маршалком (15(27).01.1871—19.07.1936) продолжали исполнять свои служебные обязанности.
Начальник Московской сыскной полиции Карл Петрович Маршалк, приступивший к своим обязанностям в 1914 году, ранее проходил службу в сыскной полиции Санкт-Петербурга на должности помощника начальника сыскной полиции. 
Начальник Московской сыскной полиции, а после Февральской революции начальник Московской уголовно-розыскной милиции Карл Петрович Маршалк в первые месяцы существования советской власти возглавил расследование кражи драгоценностей из Патриаршей ризницы, расположенной в Московском Кремле, совершённой 12 февраля 1918 года. Всего было похищено золотой церковной утвари, ювелирных изделий и редких драгоценных камней на сумму более 30 миллионов золотых рублей по тогдашнему курсу. 30 апреля 1918 года это преступление было раскрыто.
Далее, по имеющимся сведениям, Карл Петрович Маршалк после раскрытия вышеуказанного преступления покинул РСФСР и уехал в Республику Латвию, уроженцем которой являлся. Это прежде всего было вызвано тем, что его сын — Николай Карлович Маршалк (2 (14).10.1897 — 22.02.1951), офицер, подпоручик, участник Первого Кубанского «Ледяного» похода, проходил службу в Корниловском полку, был дважды ранен. Из Латвии Карл Маршалк переехал на Украину в Киев, где был назначен на должность руководителя Киевского подразделения Державной варты (Государственной стражи) — Киевским городским атаманом, а позже в сентябре 1918 года временно исполнял должность градоначальника Киева. После отъезда его должность исполнял комиссар Карл Гертович Розенталь (1886 — 1940).
Другие менее высокопоставленные специалисты остались служить Советской власти. Сотрудники дореволюционной Московской сыскной полиции, лично знающие в лицо сотни уголовников, способные по кличке или «почерку» безошибочно определить преступника, первые годы советской власти ценились руководством московской милиции, на них была возложена задача по подготовке новых сотрудников, направленных в МУР из числа рабочих, солдат и балтийских матросов.
5 октября 1918 года Народный комиссариат внутренних дел РСФСР (НКВД РСФСР) своим Постановлением утвердил «Положение об организации отделов уголовного розыска» на территории РСФСР, в котором излагались основы организации и задачи уголовного розыска:

«В различных населённых пунктах РСФСР для охраны революционного порядка путём негласного расследования преступлений уголовного характера и борьбы с бандитизмом учреждаются на основании следующего положения при всех губернских управлениях советской рабоче-крестьянской милиции в городах как уездных, так и посадах с народонаселением не менее 40 000—45 000 жителей отделения уголовного розыска…
Все существующие ныне уголовно-розыскные учреждения должны быть реорганизованы и изменены согласно данному положению…»

Общее руководство уголовным розыском на местах было возложено на Центральное управление уголовного розыска, организованное в составе Главного управления рабоче-крестьянской милиции НКВД РСФСР. К ведению уголовного розыска было отнесено раскрытие всех преступлений, не носивших политического характера.
После Революции 1917 года в Москве резко выросло количество преступлений. К середине 1918 года в столице орудовало свыше 30 крупных банд. Только в январе 1919 года было совершено 60 вооружённых нападений, сопровождавшихся убийствами и насилием. Жертвами бандитов становились не только население города, но и работники правоохранительных органов. В январе 1919 года по прямому указанию Председателя Совнаркома В. И. Ленина разрабатывается общий план мер борьбы с бандитизмом в Москве. Согласно этому плану вся ответственность за борьбу с уголовной преступностью возлагалась на Московский уголовный розыск.
Деятельность сотрудников МУРа привела к тому, что уже в 1920 году по сравнению с предыдущим годом количество разбоев сократилось в три раза, грабежей — в девять раз, убийств — на одну треть. Были ликвидированы ряд очень опасных банд. Успехи Московского уголовного розыска в борьбе с бандитизмом и уголовной преступностью снискали ему славу одного из лучших розыскных аппаратов страны.
Первым начальником МУРа стал бывший моряк-балтиец Александр Максимович Трепалов. Значительный вклад в борьбу с бандитизмом внесли такие профессионалы как И. А. Свитнев, помощник начальника МУРа А. П. Панов, В. М. Саушкин, П. Г. Секачёв, И. Т. Голиков и Д. С. Шароментов. В ходе своей работы МУР нёс потери. Только в период с 1918 по 1922 годы в Москве при исполнении служебных обязанностей погибли двенадцать сотрудников уголовного розыска.

### МУР в годы Великой Отечественной войны
В 1940 году, согласно приказу НКВД, все аппараты уголовного розыска перестроили оперативно-служебную деятельность по линейному принципу. Оперативные работники разделялись на группы по борьбе с конкретными видами преступлений. Углубление специализации создавало предпосылки для улучшения профилактики преступлений. В МУРе было создано 11 отделений, специализирующихся на борьбе с отдельными видами преступлений, увеличены штаты, в распоряжение Управления был передан специальный оперативный отряд. Исходя из условий обострённой международной обстановки и угрозы войны, в составе МУРа был создан военизированный батальон, состоящий из трёх строевых рот, команды автомобилистов, взвода самокатчиков (велосипедистов) и пулемётной роты.
В годы Великой Отечественной войны значительная часть руководящего и оперативного состава МУРа участвовала в боевых действиях в рядах Рабоче-крестьянской Красной армии (РККА), в партизанских отрядах и истребительных батальонах. Военная обстановка изменила характер преступности. Возродились уже забытые виды преступлений, а также появились новые: вооружённые налёты на продовольственные магазины, склады и базы, кражи продуктов питания, подделка продовольственных карточек и мошенничества с ними. Появились банды, занимавшиеся разграблением квартир эвакуированных, либо призванных на фронт москвичей. Пришлось меняться и сотрудникам МУРа. Кроме того, «МУРовцам» приходилось заниматься поисками гитлеровских агентов и ракетчиков-сигнальщиков, помогавших немцам светосигналами во время налётов авиации, дезертиров, вражеских парашютистов.
С 1940 по 1943 годы МУР возглавлял Константин Рудин, имевший большой опыт чекистской и розыскной работы и награждённый орденами Красного Знамени и «Знак Почёта». Его заместителем был Григорий Тыльнер, начавший службу в советском уголовном розыске простым сотрудником ещё в 1918 году. Именно Тыльнер со своими коллегами осенью 1941 года по просьбе советской контрразведки «Смерш», разыскал немецкий шифровальный аппарат, представлявший большую ценность для военного командования и похищенный (как позже выяснилось, голодными детьми) из грузовика во время перевозки.
С 1944 по 1949 год начальником МУРа был Александр Урусов.
После войны оперативная обстановка в столице осложнилась тем, что на руках у населения находилось много огнестрельного оружия. Москва как большой город привлекала преступников-гастролёров практически из всех регионов страны. Свою роль сыграли и массовые послевоенные амнистии уголовников. Тяжёлым наследием войны была детская беспризорность, создававшая почву для роста преступлений среди молодёжи. Так, в конце 1945 года безнадзорные подростки буквально терроризировали население столицы, подкидывая записки с предупреждением о предстоящем налёте банды «Чёрная кошка» (разгромленной МУРом ещё в начале 1945 года).

### МУР в 1960-е—1970-е годы
«МУРовцы» одними из первых столкнулись с новым для СССР видом преступлений — серийными убийствами. 12 января 1964 года сотрудники МУРа задержали Владимира Ионесяна (он же «убийца из Мосгаза»), совершившего меньше чем за два месяца в Москве и Иванове пять убийств. Он наносил удары топором. Первым убил двенадцатилетнего мальчика.
В 1970-х годах в МУРе была введена специализация сотрудников по основным направлениям работы. Вместо ранее существовавших отделений были созданы отделы уголовного розыска районных управлений внутренних дел.
3 ноября 1973 года сотрудникам МУРа пришлось иметь дело с одним из первых в истории СССР случаев терроризма — с захватом гражданского самолёта. Близ Москвы четверо преступников в воздухе захватили самолёт Як-40. При захвате пострадало несколько членов экипажа и пассажиров, в том числе тяжёлое ранение получил бортмеханик, оказавший сопротивление. Самолёт был посажен на одном из московских аэродромов. Оперативная группа захвата, составленная из сотрудников МУРа во главе с капитаном Александром Попрядухиным, обезвредила преступников. Один из них был убит, ещё один ранен, остальные сдались. Указом Президиума Верховного Совета СССР Александр Попрядухин был удостоен звания Героя Советского Союза.
Через четыре года, в 1977 году, московским сыщикам пришлось заняться ещё одним необычным для того времени делом, раскрытием взрывов в московском метро на станции «Первомайская» и на Лубянской площади, совершённых группой террористов-армян. В это же время увеличивается количество преступлений, связанных с наркоманией, не имевшей до того времени большого распространения на территории РСФСР в целом, и в Москве в частности. Например, была изобличена преступная группа наркоманов, грабившая врачей «скорой помощи».

### МУР в годы «перестройки»
Начавшаяся в СССР в 1985 году «перестройка» и последовавшие за ней изменения в социально-экономической жизни страны заставили сотрудников уголовного розыска учиться борьбе с новыми формами преступности. Так, в конце 1980-х годов в МУРе создаётся отдел по борьбе с организованной преступностью, впоследствии реорганизованный в Региональное управление. В то же время из «поля» деятельности уголовного розыска была исключена борьба с проституцией.
Начиная с 1985 года, количественные и качественные характеристики преступности значительно изменились. Увеличилось количество тяжких и особо тяжких преступлений. В связи с этим, были созданы постоянно действующие следственно-оперативные группы по раскрытию умышленных убийств, совершенных в условиях неочевидности, в состав которых вошли сотрудники городской прокуратуры и МУРа. Их роль состояла в непосредственном обеспечении качественного осмотра места происшествия, обнаружения, фиксации и изъятия следов преступления, работа «по горячим следам», а также для раскрытия убийств прошлых лет, дела по которым приостановлены.
Большое влияние на оперативную обстановку стали оказывать организованные преступные группировки и сообщества, стремительная интеллектуализация преступного мира, возросшая вооружённость населения, уголовный террор, направленный как на представителей преступного мира, так и на бизнесменов. Среди современных преступников значительно выросла доля людей с высшим, в том числе с юридическим образованием, высококвалифицированных специалистов всех областей. Техническая оснащённось преступного мира достигла пределов и не снившихся прежним преступникам. Получили широкое распространение «заказные» убийства, вымогательства, похищение людей, в том числе детей, с целью выкупа. Для физического устранения конкурентов стали применяться взрывчатые вещества.

### МУР после распада СССР
После распада СССР, несмотря на усложнение работы после 1991 года, сотрудники МУРа провели не одну удачную операцию по разгрому ряда организованных преступных группировок и аресту их лидеров, ликвидации вооружённых банд, специализировавшихся на заказных убийствах.
Так, в апреле 1995 года была разгромлена организованная преступная группировка во главе с жителем Новокузнецка Барыбиным (он же «Шкабара»), на счету которой сорок два убийства в различных регионах России, в том числе пять в Москве и шесть в Московской области.
В 1997 году ликвидирована банда, которая за четыре предыдущих года совершила семь убийств и ряд других тяжких преступлений. Тогда же была пресечена деятельность так называемой «Щербинской» преступной группировки, члены которой изобличены в совершении одиннадцати убийств. Кроме того, в этот период был раскрыт ряд преступлений, получивших широкий общественный резонанс: убийство председателя Российского фонда воинов-инвалидов войны в Афганистане М. А. Лиходея и взрыв на Котляковском кладбище во время панихиды на его могиле, двойное убийство директоров Московского вентиляторного завода, убийство председателя Федерации хоккея В. Л. Сыча и другие. Были задержаны ряд маньяков, в том числе Олег Косарев (40 изнасилований), Александр Чайка (убил четыре женщин), Александр Ершов («Лосиноостровский маньяк»).
1990-е — 2000-е годы знаменовались выходом российской преступности на международный уровень. Налаживает международное сотрудничество и МУР. Так, в 1996 году сотрудники МУРа совместно с ГУ МВД России по городу Москве и криминальной полицией Брюсселя обезвредили две преступные группировки, которые в 1992—1995 годах совершили одиннадцать «заказных» убийств и покушений (в том числе два убийства с применением взрывных устройств).
Постперестроечные годы отмечены и небывалым ростом потерь среди сотрудников МУРа. Только в 1990-х годах при исполнении служебных обязанностей погибло 32 милиционера.
В условиях социальной и политической нестабильности упал профессиональный уровень органов внутренних дел, что объясняется как и значительным оттоком кадров, вызванный низкими зарплатами и снижением престижа службы, так и необходимостью значительного увеличения количества сотрудников, из-за чего упали требования при приёме на службу. Как в 1990-х, так и 2000-х годах наблюдалось увеличение преступности в рядах МУРа. Росло количество выявленных случаев получения сотрудниками взяток, совершения преступлений, в том числе злоупотреблений и превышения полномочий. За всё это их судили.

### МУР в настоящее время
В Московском уголовном розыске служит около четырёх тысяч человек, что составляет 5 % от численности личного состава столичной полиции. На их долю приходится почти 2/3 раскрытых убийств, половина раскрытых изнасилований, разбоев, преступлений, совершённых с применением огнестрельного оружия и взрывных устройств, каждая третья раскрытая кража и грабёж.
Крайне негативного мнения о состоянии дел в МУРе был начальник МУРа, полковник Александр Трушкин, проработав на высокой должности два года, с 2012 по 2014, он прямо заявлял, что ничего не может сделать с коррупцией в МУРе и написал рапорт об увольнении, схожие явления открылись при расследовании перестрелки на Родчельской улице в 2016.

## История здания МУРа
Расположенное за площадью Петровские ворота, в доме № 38 по улице Петровка в Москве, владение с XVIII века принадлежало князьям Щербатовым. В начале XIX века усадьба представляла собой двухэтажное здание с боковыми флигелями. Вскоре усадьба была приобретена военным ведомством и перестроена в двухэтажные казармы. Во второй половине XIX века здание носило название «Петровские казармы», в нём размещалось окружное управление корпуса жандармов. После 1917 года дом стал принадлежать московской милиции. В 1952—1958 годах здание было надстроено по проекту архитектора Б. С. Мезенцева. Здесь находился МУР, а в настоящее время — Главное управление Министерства внутренних дел Российской Федерации по городу Москве.

## Начальники МУРа
1. 1918—1920: Трепалов, Александр Максимович
2. 1920—1921: Никулин, Григорий Петрович
3. 1921—1922: Фрейман, Иосиф Яковлевич
4. 1922—1924: Николаев, Иван Николаевич
5. 1924—1928: Емельянов, Василий Васильевич
6. 1928—1929: Синат, Эдуард Карлович
7. 1930—1931: Фокин, Фёдор Павлович
8. 1931—1933: Вуль, Леонид Давыдович
9. 1933—1938: Овчинников, Виктор Петрович
10. 1939—1943: Рудин, Касриэль Менделевич
11. 1943—1944: Рассказов, Леонид Петрович
12. 1944—1949: Урусов Александр Михайлович
13. 1949—1951: Гребнев, Константин Петрович
14. 1951—1952: Кошелев, Алексей Алексеевич
15. 1952—1962: Парфентьев, Иван Васильевич
16. 1962—1965: Волков, Анатолий Иванович
17. 1965—1969: Бурцев, Сергей Петрович
18. 1969—1976: Корнеев, Владимир Фёдорович
19. 1976—1983: Ёркин, Олег Александрович
20. 1984—1989: Котов, Вячеслав Никитович
21. 1989—1991: Егоров, Анатолий Николаевич
22. 1991—1994: Федосеев, Юрий Григорьевич
23. 1994—1996: Купцов, Василий Николаевич
24. 1996—2000: Голованов, Виктор Владимирович
25. 2000—2001: Максимов, Евгений Тимофеевич
26. 2001—2003: Трутнев, Виктор Николаевич
27. 2003—2011: Голованов, Виктор Владимирович
28. июль 2011 — 10 августа 2012: Баранов, Олег Анатольевич
29. 31 августа 2012 — 30 октября 2013[11][12]: Трушкин, Александр Иванович
30. 4 января 2014 — 2016: Зиновьев, Игорь Викторович
31. 2016 — 6 апреля 2017: Половинка, Александр Юрьевич (врио)
32. 6 апреля 2017 — 2018: Быненко, Александр Викторович (врио)
33. 14 февраля 2018 — н.в.: Кузьмин, Сергей Николаевич

Заместители начальника МУРа в различные периоды времени — Кириллов Анатолий Петрович, Ильюшенков Евгений Михайлович, Рощин Валентин Дмитриевич, Карпов Анатолий Николаевич, Федоров Виктор Николаевич, Самарин Василий Борисович, Передереев Василий Васильевич, Цхай Владимир Ильич, Будкин Владимир Дмитриевич, Заботкин Михаил Владимирович, Губанов Игорь Викторович, Широких Павел Геннадьевич, Яковлев Александр Владимирович.